# 乌斯彭斯基主教座堂
烏斯彭斯基主教座堂（芬蘭語：Uspenskin katedraali），即聖母安息主教座堂（芬蘭語：Jumalansynnyttäjän kuolonuneen nukkumisen katedraali），是芬蘭首都赫爾辛基的一座東正教堂，为芬蘭正教會赫尔辛基和全芬兰大主教的座堂，尊崇“聖母安息”，由俄國建築師設計，興建於1862-1868年。

## 历史
自1812年起赫尔辛基成为芬兰首都之后，亚历山大一世在1814年下令15%的食盐进口税收集至一个基金来建造一个路德宗教堂及一个东正教教堂。随着聖三一教堂的兴建，1827年在赫尔辛基组建了东正教会。由于堂区信徒的增加，需要一个更大的教堂。乌斯彭斯基主教座堂兴建的资金主要来自教区信徒和私人捐献。教堂由俄国建筑师阿列克谢·戈尔诺斯塔耶夫（1808-1862）设计，但教堂是在他去世后的1862至1868年间兴建的。教堂在1868年10月25日举行了开光典礼。建筑教堂所使用的70万块砖头是用驳船从博玛尔松德城堡运来的，该城堡在克里米亚战争中被摧毁了。根据亚历山大二世的意愿，教堂奉献给“圣母安息”（uspenie）。
教堂位於卡塔亞諾卡半島的山坡上。在教堂背面，有紀念俄國沙皇亞歷山大二世的牌匾，他是興建教堂時的芬蘭統治者。聖母升天主教座堂是芬蘭正教會赫爾辛基教區的主教座堂，自稱是西歐最大的東正教堂。
每年大約有五十萬遊客參觀教堂。入場免費，但教會在考慮是否要徵收門票費。教堂逢星期一休息。 
2007年8月16日中午和下午1時之間，數百名遊客參觀教堂時，在光天化日之下，教堂珍貴的聖尼古拉聖像被盜。聖像原來在維堡東正教主教座堂，在第二次世界大戰期間轉移到赫爾辛基。

## 圖集
- 烏斯彭斯基主教座堂
- 主教座堂另一角度
- 主教座堂內景
- 主教座堂由下向上仰望
- 主教座堂尖塔

## 外部連結
- 教堂官方網站 （页面存档备份，存于） （文） （俄文）
- Uspenskin katedraali （页面存档备份，存于） （文）